# Adam Savage
Adam John Savage (New York, 15. srpnja 1967.) bivši je američki suvoditelj programa "MythBusters" na Discovery Channelu.

## Rani život
Rođen u New York Cityju, Savage je odrastao u Westchester Countyju u New Yorku. Sin slikara, animatora i režisera, Adam je davao glas u crtićima koje je njegov otac radio za Ulicu Sezam. Glumio je Mr. Whippleovog pomoćnika "Jimmyja" u reklami za "Charmin" papirnate ubruse i utopljenika u spotu Billyja Joela za pjesmu "You're Only Human (Second Wind)".

## Karijera
Tijekom života bio je animator, grafički dizajner, tesar, televizijski voditelj, scenograf, dizajner igračaka, a mnoge njegove skulpture bile su na izložbama diljem Amerike. Imao je dvije uloge u filmu, prvu u "Ever Since the World Ended" kao pomoćni inženjer i drugu u filmu "The Darwin Awards" gdje je glumio vlasnika trgovine vojnog viška (zajedno sa suvoditeljem MythBusters showa Jamiejem Hynemanom) koji je prodao čovjeku mlazni motor za njegov kamionet.
Imao je cameo nastup u seriji CSI: Crime Scene Investigation u epizodi "The Theory of Everything" emitiranoj 1. svibnja 2008. skupa s Jamiejem Hynemanom.

### MythBusters
U MythBusters showu, Adam je poznat po blesavom i dječjem ponašanju i ponekad zbog izvođenja nerazboritih stvari zbog nasmijavanja. On je komična protuteža "ozbiljnom" suvoditelju Jamieju Hynemanu.
Njegova najpoznatija izjava u showu pojavljuje se na početku većine epizoda: "Odbacujem tvoju stvarnost i mijenjam je svojom!" ("I reject your reality and substitute my own!"). Izjava iz filma "The Dungeon Master" popularizirana je u desetoj redovnoj epizodi showa, gdje su on i Jamie testirali mit o trganju osovine iz automobila, na način viđen u filmu "Američki grafiti". Upotrijebio je tu izjavu nakon testiranja mita (značajno je umanjio mogućnost onoga što bi se moglo dogoditi i poslije je pokušao promijeniti izjavu, što mu nije uspjelo). U kasnijim epizodama ponekad nosi majicu na kojoj se nalazi spomenuta izjava. Također često nosi i majice s natpisom "Sam radim svoje stuntove" ("I do all my own stunts") i "Nedostaje li mi obrva?" ("Am I missing an Eyebrow?"), što je aluzija na incident u showu, kada mu je zbog eksplozije spaljena obrva i dio kose. Taj incident se također koristi na početku nekih epizoda.

## Vanjske poveznice
- Adamova biografija na Discovery Chanellu
- Adamova osobna stranica
- Adamov intervju u The Sneeze  Arhivirana inačica izvorne stranice od 12. studenoga 2020. (Wayback Machine)
- Adam Savage u internetskoj bazi filmova IMDb-u (engl.)